# 溫德布洛 (北卡羅萊納州)
溫德布洛（英語：Windblow）是位於美國北卡羅萊納州蒙哥馬利縣的非建制地區。

## 地理
溫德布洛所處的海拔為高於海平面170米（即558英呎），而該地所採用的時區為UTC-5，即北美东部时区（EST）。同時該地設有夏令時間，為UTC-5調快一小時，即UTC-4（EDT）。